# Elecciones generales de Zimbabue de 2018
Las elecciones generales se realizaron en Zimbabue el 30 de julio de 2018,  siendo los primeros comicios que se celebran ocho meses después del Golpe de Estado  que provocó la renuncia del presidente Robert Mugabe. La probabilidad de que se celebraran las elecciones generales de 2018 había sido cuestionada por el golpe de Zimbabue de 2017. El 22 de noviembre de 2017, un portavoz de ZANU-PF dijo que Emmerson Mnangagwa cumpliría el resto del mandato de Robert Mugabe antes de las elecciones previstas para septiembre de 2018 o antes. A pesar del desgaste del partido gobernante ZANU-PF, el presidente Emmerson Mnangagwa logró su reelección en la primera vuelta obteniendo el 50.8 de los votos, derrotando a Nelson Chamisa del MDC que obtuvo el 44.3 de los votos.

## Sistema de gobierno
El presidente de la República es el jefe de Estado y de Gobierno, encargado del poder ejecutivo, gobierno con un gabinete de ministros nombrados por él. Es elegido por sufragio directo cada 5 años.
El Parlamento es bicameral, con 210 escaños de la Asamblea Nacional, de acuerdo a una modificación a la Constitución realizada en 2005, los que se debían renovar de manera completa en estas elecciones de 2008. Todos los asientos parlamentarios eran escogidos popularmente,
La otra cámara legislativa es el Senado, compuesto de 80 miembros, 60 de los cuales son elegidos en circunscripciones de seis miembros mediante un sistema de representación proporcional con listas cerradas para un período de cinco años al mismo tiempo que los miembros de la Asamblea Nacional. Además, el Senado consta de 2 escaños para cada distrito no metropolitano de Zimbabue elegido por cada asamblea provincial de jefes que utilizan el voto único transferible. 1 escaños para el presidente y otro para el vicepresidente del Consejo Nacional de Jefes, y un escaño masculino y otro femenino para personas con discapacidad elegidas mediante el escrutinio mayoritario a nivel nacional por un colegio electoral designado por la Junta Nacional de Discapacidad.

## Candidatos presidenciales
En 2015, el presidente Robert Mugabe, anunció que se postularía para otro mandato en 2018, y fue aceptado como candidato por ZANU-PF a pesar de que tendría 94 años en el momento de las elecciones.
Tras los acontecimientos de un golpe de Estado militar en noviembre de 2017 y su deposición como líder del ZANU-PF, se esperaba ampliamente que Mugabe anunciara su renuncia como Presidente de Zimbabue en un discurso televisado el 19 de noviembre de 2017. A pesar de las expectativas, Mugabe insistió en que se mantendría como presidente para el plazo que faltaba de su mandato y que presidiría el congreso ZANU-PF en diciembre de 2017. Mugabe renunció en medio de las audiencias parlamentarias de juicio político el 21 de noviembre de 2017.

## Resultados

### Presidenciales
| Candidato                          | Candidato             | Partido/Alianza                                         | Votos     | %    |
| ---------------------------------- | --------------------- | ------------------------------------------------------- | --------- | ---- |
|                                    | Emmerson Mnangagwa    | Unión Nacional Africana de Zimbabue - Frente Patriótico | 2.460.463 | 50,8 |
|                                    | Nelson Chamisa        | Movimiento por el Cambio Democrático / Alianza MDC      | 2.147.436 | 44,3 |
|                                    | Thokozani Khupe       | Movimiento por el Cambio Democrático – Tsvangirai       | 45.573    | 0.9  |
|                                    | Joseph Makamba Busha  | FreeZim Congress                                        | 17.566    | 0.4  |
|                                    | Nkosana Moyo          | Alianza Agenda por el Pueblo                            | 15.223    | 0.3  |
|                                    | Evaristo Chikanga     | Partido Reconstruyendo a Zimbabue                       | 13.141    | 0.3  |
|                                    | Joice Mujuru          | Coalición del Arcoíris Popular                          | 12.878    | 0.3  |
|                                    | Hlabangana Kwanele    | Partido Republicano                                     | 9.450     | 0.2  |
|                                    | Blessing Kasiyamhuru  | Asociación de Zimbabue para la Prosperidad              | 7.022     | 0.1  |
|                                    | William Mugadza       | Partido Cristiano Bethel                                | 5.809     | 0.1  |
|                                    | Divine Mhambi         | Alianza Nacional de Republicanos Patriotas y Demócratas | 4.980     | 0.1  |
|                                    | Peter Wilson          | Partido de la Oposición Democrática                     | 4.898     | 0.1  |
|                                    | Peter Munyanduri      | Nuevo Frente Patriótico                                 | 4.529     | 0.1  |
|                                    | Ambrose Mutinhiri     | Frente Patriótico Nacional                              | 4.107     | 0.1  |
|                                    | Daniel Shumba         | Alianza Democrática Unida                               | 3.907     | 0.1  |
|                                    | Peter Gava            | Frente Democrático Unido                                | 2.866     | 0.1  |
|                                    | Brian Mteki           | Independiente                                           | 2.747     | 0.1  |
|                                    | Lovemore Madhuku      | Asamblea Nacional Constitucional                        | 2.739     | 0.1  |
|                                    | Noah Ngoni Manyika    | Alianza Construye Zimbabue                              | 2.678     | 0.1  |
|                                    | Elton Mangoma         | Coalición de Demócratas                                 | 2.437     | 0.1  |
|                                    | Melbah Dzepasi        | Movimiento por la Libertad de Zimbabue #1980            | 1.899     | 0.1  |
|                                    | Violet Mariyacha      | Movimiento Unido de la Democracia                       | 1.673     | 0.1  |
|                                    | Timothy Chiguvare     | Partido Progresista Popular                             | 1.549     | 0.1  |
| Votos en blanco/nulos              | Votos en blanco/nulos | Votos en blanco/nulos                                   |           | –    |
| Total                              | Total                 | Total                                                   |           | 100  |
| Votantes registrados/Participación |                       |                                                         |           |      |
| Fuente:                            |                       |                                                         |           |      |

### Senado
| Partido                                                          | Partido                   | Escaños |
| ---------------------------------------------------------------- | ------------------------- | ------- |
|                                                                  | ZANU–PF                   | 34      |
|                                                                  | Alianza MDC               | 25      |
|                                                                  | MDC–T (facción de Khuphe) | 1       |
|                                                                  | Jefes                     | 18      |
|                                                                  | Personas con discapacidad | 2       |
| Total                                                            | Total                     | 80      |
| Fuente: ZBC Archivado el 3 de agosto de 2018 en Wayback Machine. |                           |         |

### Congreso
| Partido                                                             | Partido                    | Escaños | Escaños | Escaños | Escaños |
| Partido                                                             | Partido                    | Comunes | Mujeres | Total   | +/–     |
| ------------------------------------------------------------------- | -------------------------- | ------- | ------- | ------- | ------- |
|                                                                     | ZANU–PF                    | 144     | 35      | 179     | 17      |
|                                                                     | Alianza MDC                | 64      | 24      | 88      | 18      |
|                                                                     | Frente Patriótico Nacional | 1       | 0       | 1       | Nuevo   |
|                                                                     | MDC–T (facción de Khuphe)  | 0       | 1       | 1       | Nuevo   |
|                                                                     | Independientes             | 1       | 0       | 1       | 1       |
| Total                                                               | Total                      | 210     | 60      | 270     | -       |
| Fuente: ZEC Archivado el 8 de noviembre de 2020 en Wayback Machine. |                            |         |         |         |         |